# Idriadi
[…] e generò anche una sacra stirpe di fanciulle, che sulla terra

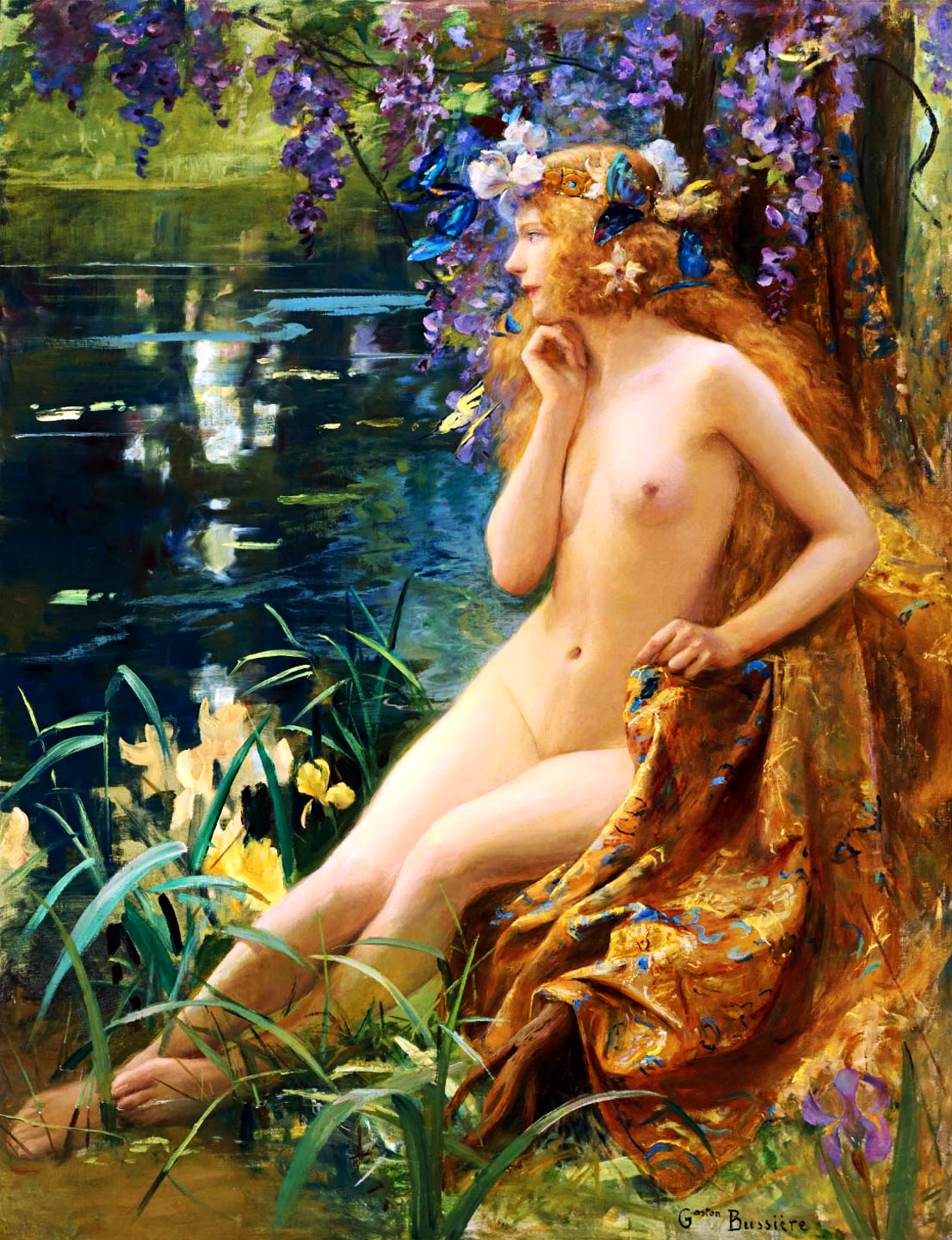
Ninfa acquatica, opera di Gaston Brussiere, 1900 circa.

Nutrono l’adolescenza degli uomini con Apollo signore

E con i fiumi, e da Zeus hanno questo destino […]»
(Esiodo, Teogonia, CXXXVII, 146-148)
Le Idriadi sono le ninfe delle acque, creature della mitologia greca. Esse si dividono in:
- Avernali, del lago Averno e dei fiumi infernali.
  - Nefeli
- Aliadi
  - Psamidi
  - Oceanine o Malìe, delle acque correnti, sorelle dei fiumi
    - Nereidi, del mare, figlie dell'oceanina Doride
- Naiadi o Efidriadi o Idriadi, delle sorgenti.
  - Eleadi
  - Potamidi, dei fiumi.
  - Limnìadi o Lìmnadi, dei laghi e degli stagni.
  - Creneidi e Pegee, delle fonti.

Per quanto riguarda le illusorie e ammalianti profondità acquoree, le ninfe più antiche sono le tremila Oceanine «dalle caviglie sottili, che assai numerose la terra e gli abissi del mare per ogni dove ugualmente curano, fulgida prole di dee».

Figlie di Oceano e Teti, due titani che simboleggiano le acque universali e la fonte prima della vita, diedero origine a tutti i fiumi che bagnano e rinverdiscono la terra, fra cui l'Acheloo, il maggiore dio fluviale della Grecia, capace di cambiare la propria forma (come in una sfida contro Herakles per la mano di Deianira quando si trasformò in toro, drago e bue). Stige «fra loro è la maggiore di tutte», abitatrice del principale rio infernale le cui acque possono rendere immortali (Achille venne immerso nella sua corrente, tenuto per un tallone che per questo rimase vulnerabile); su di lei giurano gli dèi, e colui che si macchia di spergiuro per un anno «giace senza respiro; né mai può farsi vicino all'ambrosia e al nettare cibo, […] e un funesto torpore lo avvolge» poi «per nove anni viene privato degli dèi sempre viventi, né mai frequenta il consiglio né i banchetti».

Altre figlie di Oceano sono Kalypso amante di Odysseus, Metis dea della saggezza che attuò diverse metamorfosi prima di concedersi a Zeus, Tyche signora della fortuna e Perseide dalla quale discenderanno regine e maghe quali Circe, Pasifae e Medea. Un'altra di queste ninfe, Doris, unendosi a Nereo “il vecchio del mare” (divinità simboleggiante il mare calmo, figlio di Ponto e Gaia e per ciò anteriore alla nascita degli Olimpii) darà vita al bel Nerito ed alle cinquanta Nereidi. Di queste, le più celebri sono: Tetide, madre di Achille, Galatea, amata dal ciclope Polifemo, ed Anfitrite, che diventerà la sposa del successivo dio del mare, Posidone, il dio dalla chioma turchina che porta il tridente. Da questa unione nasceranno Rhodos e Tritone, padre dei Tritoni che percorrono il mare suonando la buccina per suscitare o calmare le tempeste.
Euripide nell'Andromaca suggerisce che alle ninfe marine «Zeus ha dato un'esistenza e una dimora lontana dagli uomini, stabilendosi ai confini della terra. È là che abitano, il cuore libero da affanni, nelle isole dei Beati, in riva ai gorghi profondi dell'Oceano, eroi fortunati per i quali questo suolo fecondo porta tre volte all'anno un fiorente e dolce raccolto.».

Come non avvicinare questa descrizione alla miriade di isole incantate presenti in svariate tradizioni, dove gli eroi possono dimorare dopo la morte?
Le abitatrici delle acque terrestri, prendono il nome di Naiadi (dal greco “scorrere” o “fonte”) e vengono dette alternativamente figlie di Oceano, di Zeus o del dio fluviale più prossimo alla loro dimora. Queste creature si dividono in varie specie a seconda del luogo che abitano: le Potamidi animano le acque cristalline dei fiumi, le Pegee o Crenee le limpide sorgenti scaturite dalle insondabili profondità terrestri e le Limniadi le polle stagnanti che sembrano custodire arcani segreti.

Altre fanciulle che abitano una piccola isola fra i flutti sono le Sirene (“le desiderate” o “che legano”), coloro che furono Ninfe di terra e che, per poter cercare anche sulle acque la loro compagna di giochi, Persephone, rapita dal dio del sotterraneo mondo dei morti, si trasformarono in esseri alati abitatori dei mari. Esse avevano una splendida voce che aveva il potere di attirare i marinai che la udivano; solo Orpheus ed Odysseus riuscirono a passare indenni presso il loro scoglio.
Un episodio riguardante le ninfe delle acque è quello di Hylas, lo splendido giovane, amante e scudiero di Herakles che si era imbarcato con gli argonauti. Durante una sosta su un'isola fu mandato a fare provvista d'acqua e «presto scorse una fonte, in un basso terreno; intorno cresceva molto fogliame, scuro chelidonio e verde capelvenere, apio fiorente e graminia serpeggiante. In mezzo all'acqua le Ninfe intrecciavano un coro, le ninfe insonni, le dee temibili per i campagnoli, Eunica, e Malide, e Nicea sguardo di primavera.». Subito si innamorarono del bel fanciullo, e quando questi si fu chinato sullo specchio d'acqua lo afferrarono e lo portarono nelle profondità, dove con dolci parole lo rincuoravano. Herakles, preoccupato, si mise alla ricerca del compagno e tre volte urlò il suo nome, ma la voce del giovane sembrava provenire da grande distanza, e mai più lo rivide.